# Is There Someone Else?
«Is There Someone Else?» (с англ. — «Есть ли кто-то ещё?») — песня канадского певца The Weeknd. Выпущенная в качестве десятого трека его пятого студийного альбома Dawn FM (2022), она была написана The Weeknd, OPN, Томми Брауном и Питером Ли Джонсоном, а продюсированием занимались они вместе с Максом Мартином и Оскаром Холтером. Трек занял 45-е место в чарте UK Singles Chart и 31-е место в Billboard Hot 100.  
7 января 2023 года, в годовщину выхода Dawn FM, был выпущен клип на «Is There Someone Else?». The Weeknd исполнил эту песню во время тура After Hours til Dawn Tour, а также включил её в свой концертный альбом 2023 года Live at SoFi Stadium.

## Композиция и текст
«Is There Someone Else?» написана в тональности ля минор с размером 4
4 и темпом 135 ударов в минуту. Текст песни отражает подозрения Тесфайе (The Weeknd) в том, что его партнерша изменяет ему с другим мужчиной.

## Музыкальное видео
Клип на песню был выпущен 7 января 2023 года в честь годовщины выхода альбома. Режиссёрами видео выступил дуэт Cliqua.

### Синопсис
Видео начинается с того, что The Weeknd и женщина входят в квартиру, после чего она устраивает ему соблазнительный стриптиз, который он наблюдает через окно. В это время за женщиной через телескоп следит другой человек, который оказывается маскированной версией самого The Weeknd. В финале клипа маскированный The Weeknd бежит в квартиру, увидев себя с женщиной, но, войдя внутрь, обнаруживает, что там никого нет.

## Чарты
| Чарт (2022)                           | Высшая позиция |
| ------------------------------------- | -------------- |
| Австралия (ARIA)                      | 18             |
| Австралия (Hip-Hop/R&B Singles, ARIA) | 4              |
| Канада (Billboard Canadian Hot 100)   | 12             |
| Чехия (Singles Digitál Top 100)       | 79             |
| Дания (Tracklisten)                   | 27             |
| Франция (SNEP)                        | 68             |
| Мир (Billboard Global 200)            | 16             |
| Греция (IFPI)                         | 2              |
| Исландия (Tónlistinn)                 | 14             |
| Индия (IMI)                           | 10             |
| Италия (FIMI)                         | 98             |
| Литва (AGATA)                         | 11             |
| Новая Зеландия (RMNZ)                 | 4              |
| Португалия (AFP)                      | 18             |
| Словакия (Singles Digitál Top 100)    | 28             |
| ЮАР (EMA)                             | 22             |
| Суринам (Nationale Top 40)            | 24             |
| Швеция (Sverigetopplistan)            | 41             |
| Великобритания (UK Singles Chart)     | 45             |
| Великобритания (UK R&B Chart)         | 19             |
| США (Billboard Hot 100)               | 31             |
| США (Billboard Hot R&B/Hip-Hop Songs) | 10             |
| Вьетнам (Vietnam Hot 100)             | 66             |

## Сертификации
| Регион | Сертификация  | Продажи   |
| --- | ------------- | --------- |
| Австралия (ARIA) | Платиновый    | 70 000    |
| Бразилия (ABPD) | Бриллиантовый | 160 000   |
| Франция (SNEP) | Золотой       | 100 000   |
| Италия (FIMI) | Золотой       | 100 000   |
| Польша (ZPAV) | Золотой       | 25 000    |
| Великобритания (BPI) | Серебряный    | 200 000   |
| Стриминг |               |           |
| Греция (IFPI Greece) | Золотой       | 1 000 000 |
| Данные о продажах + прослушиваниях приведены только на основе сертификации. · Данные только о прослушиваниях приведены на основе сертификации. |               |           |